# Мартін Хайте
Мартін Хайте (ісп. Martín Jaite; нар. 9 жовтня 1964) — колишній аргентинський тенісист.
Найвищу одиночну позицію світового рейтингу — 10 місце досяг 9 липня 1990, парну — 59 місце — 13 травня 1985 року.
Здобув 12 одиночних та 1 парний титул.
Найвищим досягненням на турнірах Великого шолома був чвертьфінал в одиночному розряді.
Завершив кар'єру 1993 року.

## Фінали

### Одиночний розряд: 19 (12–7)
| Легенда (одиночний розряд) |
| Великий шлем (0)           |
| Tennis Masters Cup (0)     |
| Серія Мастерс ATP (0)      |
| Гран-прі / Тур ATP (12)    |

| Результат | W/L  | Дата     | Турнір                      | Покриття | Суперник              | Рахунок                      |
| --------- | ---- | -------- | --------------------------- | -------- | --------------------- | ---------------------------- |
| Перемога  | 1–0  | Лют 1985 | Буенос-Айрес, Аргентина     | Ґрунт    | Дієго Перес           | 6–4, 6–2                     |
| Поразка   | 1–1  | Лип 1985 | Бостон, США                 | Ґрунт    | Матс Віландер         | 2–6, 4–6                     |
| Поразка   | 1–2  | Лип 1985 | Вашингтон, США              | Ґрунт    | Яннік Ноа             | 4–6, 3–6                     |
| Перемога  | 2–2  | Чер 1986 | Болонья, Італія             | Ґрунт    | Паоло Кане            | 6–2, 4–6, 6–4                |
| Поразка   | 2–3  | Лип 1986 | Бостон, США                 | Ґрунт    | Андрес Гомес          | 5–7, 4–6                     |
| Перемога  | 3–3  | Вер 1986 | Штутгарт, Західна Німеччина | Ґрунт    | Юнас Свенссон         | 7–5, 6–2                     |
| Поразка   | 3–4  | Тра 1987 | Рим, Італія                 | Ґрунт    | Матс Віландер         | 3–6, 4–6, 4–6                |
| Перемога  | 4–4  | Вер 1987 | Барселона, Іспанія          | Ґрунт    | Матс Віландер         | 7–6(7–5), 6–4, 4–6, 0–6, 6–4 |
| Перемога  | 5–4  | Вер 1987 | Палермо, Італія             | Ґрунт    | Карел Новачек         | 7–6(7–5), 6–7(7–9), 6–4      |
| Поразка   | 5–5  | Кві 1988 | Монте-Карло, Монако         | Ґрунт    | Іван Лендл            | 7–5, 4–6, 5–7, 3–6           |
| Поразка   | 5–6  | Кві 1989 | Ріо-де-Жанейро, Бразилія    | Килим    | Луїс Маттар           | 4–6, 7–5, 4–6                |
| Перемога  | 6–6  | Лип 1989 | Штутгарт, Західна Німеччина | Ґрунт    | Горан Прпич           | 6–3, 6–2                     |
| Поразка   | 6–7  | Лип 1989 | Кіцбюель, Австрія           | Ґрунт    | Еміліо Санчес Вікаріо | 6–7(1–7), 1–6, 6–2, 2–6      |
| Перемога  | 7–7  | Вер 1989 | Мадрид, Іспанія             | Ґрунт    | Хорді Арресе          | 6–3, 6–2                     |
| Перемога  | 8–7  | Лис 1989 | Сан-Паулу, Бразилія         | Ґрунт    | Хав'єр Санчес         | 7–6(7–5), 6–3                |
| Перемога  | 9–7  | Лис 1989 | Ітапарика, Бразилія         | Тверде   | Джей Бергер           | 6–4, 6–4                     |
| Перемога  | 10–7 | Лют 1990 | Гуаружа, Бразилія           | Тверде   | Луїс Маттар           | 3–6, 6–4, 6–3                |
| Перемога  | 11–7 | Лип 1990 | Гштад, Швейцарія            | Ґрунт    | Серхі Бругера         | 6–3, 6–7(5–7), 6–2, 6–2      |
| Перемога  | 12–7 | Кві 1991 | Ніцца, Франція              | Ґрунт    | Горан Прпич           | 3–6, 7–6(7–1), 6–3           |

### Парний розряд: 2 (1–1)
| Результат | W/L | Дата     | Турнір                  | Покриття | Партнер           | Суперники                     | Рахунок  |
| --------- | --- | -------- | ----------------------- | -------- | ----------------- | ----------------------------- | -------- |
| Поразка   | 0–1 | Жов 1984 | Барселона, Іспанія      | Ґрунт    | Віктор Печчі      | Павел Сложил Томаш Шмід       | 2–6, 0–6 |
| Перемога  | 1–1 | Лют 1985 | Буенос-Айрес, Аргентина | Ґрунт    | Крістіан Мініуссі | Едуардо Бенгоечеа Дієго Перес | 6–4, 6–3 |